# Пертово (Нижегородская область)
Пе́ртово — деревня в Вачском районе Нижегородской области. Входит в состав Филинского сельсовета.

## История
В летописном известии о событиях осени 1445 года, связанных с возвращением из татарского плена великого князя Василия II Васильевича, упоминается село Ивана Киселева «межи Новагорода и Мурома». Напротив («против», «противу») этого села, название которого в летописях не приводится, останавливался на пути в Москву посланец великого князя Андрей Плещеев, спешивший в столицу с известием об освобождении государя. Поскольку Василий II отправил Плещеева в Москву «со сеунчем» через два дня после начала своего пути из Курмыша, можно предполагать, что Плещеев остановился на правом берегу Оки «против» села, расположенного на левом берегу.
Сохранился (в списке XVI века) текст недатированной записи Ивана Грозного митрополиту Филиппу (1464—1473 годы) о пожизненном держании «митропольской» пустоши Пертовской «в Муромском уезде на реце на Кутре». В 1491/92 годах аналогичную грамоту на ту же пустошь дал митрополиту Зосиме сын Ивана Григорьевича Ив. Гр. Киселев. "Известна позднейшая деревня Пертово при реце Кутре (Большой Кутре), правом притоке Оки, в 38 верстах на северо-восток от Мурома, по левую сторону почтового тракта из г. Мурома в г. Нижний Новгород. Деревня Пертово находится на правом берегу Кутры, в 2 км от её устья.
В XV веке правобережье Оки было пустынным. Служилые люди опасались тут селиться, боясь татарских набегов. Абсолютное большинство актов второй половины XV века свидетельствует о распространении феодального землевладения в левобережной части Муромского уезда. Чем же объясняется смелость И. Г. Киселева, взявшегося осваивать «митрополью» пустошь на правом берегу? Для начала допустим, что Иван Киселев летописей и Ив. Гр. Киселев записи на пустынь Пертовскую — одно и то же лицо. В этом случае интерес И. Г. Киселева к освоению пустыни Пертовской на правом берегу Оки можно связать с фактом существования у него села на левом берегу. Вероятно, село располагалось недалеко от реки — иначе оно едва ли послужило бы ориентиром для указания в летописи места остановки Андрея Плещеева, Не исключено, что возле села имелась переправа через Оку (где до 1990-х годов находилась пристань в районе деревни Александрово), благодаря которой Иван Киселев был постоянно связан с правым берегом и стремился освоить там землю. Другими словами, село могло находиться напротив пустыни Пертовской. Пертово основал, скорее всего, сам Киселев, и только неблагоприятные условия владения ею, запустение земли вынудили его прибегнуть к патронату митрополичьего дома, признать собственность последнего на неё и получить её обратно в качестве прекария. Кстати, предпосылкой для заключения этой сделки мог быть победоносный поход русской рати на Казань весной 1469 года, после которого правобережье Оки стало на время более безопасным, чем в предшествующие годы.
Деревня впервые упоминается в окладных книгах 1676 года в составе Александровского прихода, в ней было 15 дворов крестьянских и 1 двор бобыльский.
В конце XIX — начале XX века деревня входила в состав Монаковской волости Муромского уезда Владимирской губернии. В 1859 году в селе числилось 45 дворов, в 1926 году — 119 дворов.
С 1929 года деревня являлась центром Пертовского сельсовета Вачского района Горьковского края, с 1931 года — в составе Болотниковского сельсовета, с 1936 года — в составе Горьковской области, с 1954 года — в составе Клинского сельсовета, с 2009 года — в составе Филинского сельсовета.

## Население
| 1859 | 1905 | 1926 | 1999 | 2002 | 2010 |
| ---- | ---- | ---- | ---- | ---- | ---- |
| 432  | ↘41  | ↗634 | ↘72  | ↘71  | ↘42  |